# Fabrikeur
Een fabrikeur was een persoon die grondstoffen of halffabricaten verkocht aan particulieren om deze daarna weer op te kopen, nadat dezen daaraan een of meer bewerkingen hadden uitgevoerd middels huisnijverheid. Het uiteindelijke, afgewerkte, product was voor de markt bestemd, hetgeen aanvankelijk letterlijk de plaatselijke markt was.
De fabrikeur kwam voort uit de koopman, maar hield het midden tussen een koopman en een industrieel.
Fabrikeurs traden op vanaf de zestiende tot het begin van de negentiende eeuw, waarna ze geleidelijk ertoe over gingen om manufacturen en later fabrieken op te richten. Doordat zij vermogend waren, bleken ze ook in staat tot de benodigde investeringen. Het gebruik van de term fabrikeur is vanaf 1654 bekend, en wel in Leiden.

## Textiel
Bekend zijn de fabrikeurs in de lakenindustrie. Deze werden aanvankelijk ook wel drapiers genoemd. Aangezien de diverse productiestappen, zoals inkoop van grondstoffen, spinnen, verven, weven, vollen en scheren door verschillende personen vaak op verschillende plaatsen geschiedde, moest er soms heel wat worden gereisd.
Grondstoffen, zoals wol, waren doorgaans niet op dezelfde plaats voorhanden als daar waar de afzetmarkt was. Voor het vollen had men een krachtbron nodig, wat doorgaans een watermolen was (volmolen). Ook zochten de fabrikeurs voor de werkzaamheden die streken uit waar de arbeid goedkoop en ruim voorhanden was, en waar eventueel ook deskundigheid op het betreffende vakgebied bestond vanuit een regionale traditie.
De activiteiten van de fabrikeurs bewerkstelligden dat sommige bedrijfstakken naar andere regio's verplaatst werden. Zo stond de Leidse lakenindustrie aan de oorsprong van de Noord-Brabantse textielindustrie.
Een fabrikeur in linnen werd ook wel een linnenreder genoemd.

## Andere takken van nijverheid
Hoewel de fabrikeurs vooral bekend zijn vanuit de textielindustrie, kwam het verschijnsel ook in andere takken van nijverheid voor, zoals bij de sigarenindustrie, de houtbewerking, en de lederbewerking.